# Schweriner See
Het Schwerinermeer is een meer tussen Schwerin en Wismar in Noord-Duitsland. Geomorfologisch is het als gletsjerbekkenmeer uit het Weichselien te bestempelen.
Het meer is 21 km lang en ongeveer 6 km breed en heeft een oppervlakte van 61,54 km². Het is daarmee het op drie na grootste van Duitsland. De afvoer in het zuiden gaat via het Störkanaal en de Elde naar de Elbe. In het noorden zorgt het middeleeuwse kanaal Wallensteingraben voor de verbinding met de Oostzee over Bad Kleinen en Dorf Mecklenburg naar de haven van Wismar, toen een heel belangrijke handelsweg voor de zouthandel met Lüneburg. Het kanaal is al lang niet meer bevaarbaar.
Aan de zuidoever ligt de Zoologische Garten Schwerin. Op een eilandje in het zuidwesten van het meer ligt het Paleis van Schwerin.